# Eurycea neotenes
Espèce
Statut de conservation UICN

 VU D2 : Vulnérable
Eurycea neotenes est une espèce d'urodèles de la famille des Plethodontidae.

## Répartition
Cette espèce est endémique du centre du Texas aux États-Unis. Elle se rencontre dans le comté de Bexar.

## Publication originale
- Bishop & Wright, 1937 : A new neotenic salamander from Texas. Proceedings of the Biological Society of Washington, vol. 50, p. 141-144 (texte intégral).